# Турки в Северной Македонии

Флаг турок в Северной Македонии

Флаг турок Скопья

Турки в Северной Македонии, также македонские турки (макед. Македонски Турци, тур. Kuzey Makedonya Türkleri) — третья по величине, после македонцев и албанцев, этническая группа, населяющая территорию Северной Македонии. Турки мигрировали из Азии в Македонию двумя разными путями.
Первый способ; Это к северу от Каспийского моря и Черного моря. Первым путем гунны, авары, протобулгары, печенеги, огузы (узы), половцы перешли Дунай и высадились в Македонии.
Второй способ; Это южнее Каспийского и Черного морей. Во-вторых, турки (огузы/туркмены , юрюки, татары, турки-вардары, коньяры и сари-салтуки) поселились в Македонии, пройдя пролив Галлиполи через Анатолию в периоды Восточной Римской империи, Сельджуков и Османской империи. Во-вторых, первые тюрки-вардары поселились в Македонии. В 1065 году группа, связанная с огузами, поселилась в Македонии. После битвы при Мериче в 1371 году, в османский период, в 14 веке турки мигрировали в Македонию из многих частей Анатолии. Кочевники-юрюки составляют большинство среди тех, кто поселился в Македонии. Юрюки/туркмены, поселившиеся в этом регионе в османско-сельджукский период, находились под влиянием печенегско-половецких элементов в Македонии. В конце XV века мусульмане составляли не менее 75 % населения Скопье. Основным объединяющим фактором в этот период выступал ислам, а затем, после отторжения и раздела Македонии в 1912 году — турецкий язык.

## Динамика численности

Доля турок по общинам Северной Македонии (по переписи населения 2021 года)

Вплоть до начала 50-х годов XX века турки составляли значительную долю в населении республики (свыше 15 %). Но по договору между Югославией и Турцией не менее 80 000 турок добровольно покинули территорию Македонии. В настоящее время по данным официальной переписи 2021 года число турок составляет 70 961 человек (3,86 %) населения. Турки по-прежнему составляют большинство в двух небольших районах страны.

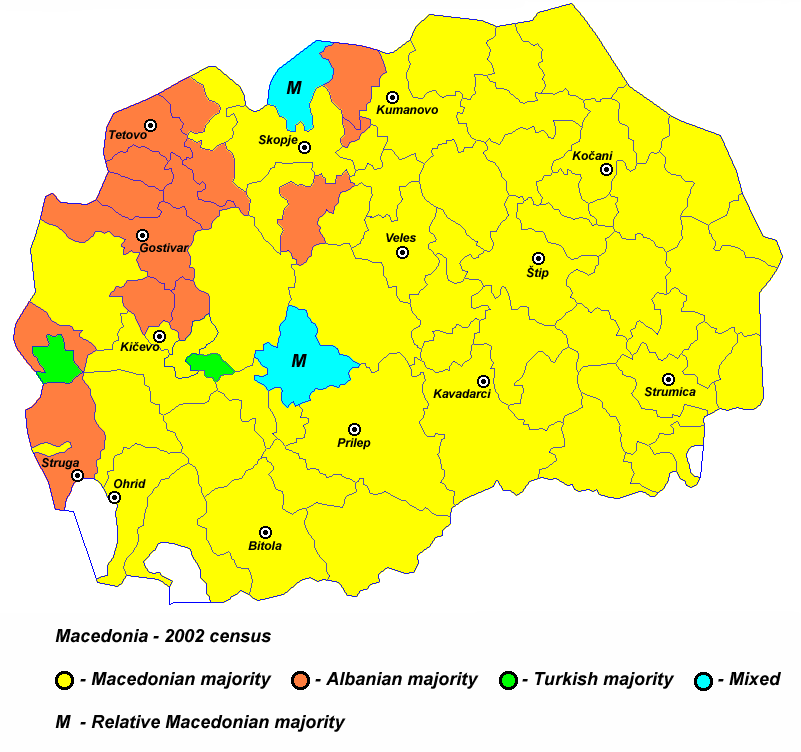
Концентрация турок в Северной Македонии: зелёный цвет — два района с турецким большинством

| Турки Северной Македонии |         |                      |         |
| Census                   | Турки   | Население республики | % Турки |
| 1953, перепись           | 203 938 | 1 304 514            | 15,63 % |
| 1961, перепись           | 131 484 | 1 406 003            | 9,35 %  |
| 1971, перепись           | 108 552 | 1 647 308            | 6,58 %  |
| 1981, перепись           | 86 591  | 1 909 136            | 4,53 %  |
| 1991, перепись           | 77 080  | 2 033 964            | 3,78 %  |
| 1994, перепись           | 78 019  | 1 945 932            | 4,00 %  |
| 2002, перепись           | 77 959  | 2 022 547            | 3,85 %  |
|                          |         |                      |         |

## Социально-политическая организация
В 1944 году в Македонии открылась первая турецкая школа. В настоящее время в стране имеется 60 школ с полным или частичным преподаванием на турецком языке. Имеется два училища для подготовки турецкоязычных учителей. Турки имеют свою политическую партию. На выборах 2008 года лидер партии «Подъём турок Македонии» Идрис Шахин попросил официальной поддержки у Турции